# Metacity
Metacity is de standaard windowmanager van GNOME 2. Metacity is 'bedacht' door Havoc Pennington en valt onder de GPL. In GNOME 3 werd deze opgevolgd door Mutter.
Voordat GNOME Metacity ging gebruiken, in versie 2.2, werd er gebruikgemaakt van Enlightenment en later Sawfish. Nu is Metacity de standaard windowmanager van GNOME en onderdeel van het GNOME-project en gemaakt om samen te werken met GNOME. Toch is GNOME niet verplicht om Metacity te draaien, en dat geldt, andersom, ook voor Metacity. Alle windowmanagers die (gedeeltelijk) voldoen aan de ICCCM standaard kunnen op GNOME gedraaid worden.
Metacity maakt veel gebruik van GTK+, waardoor het erg makkelijk is met thema's.

## Filosofie
De bedoeling is om met Metacity een lichte en gebruiksvriendelijke windowmanager te maken. Volgens de bedenker van Metacity is de windowmanager de "Saaie windowmanager voor de volwassene in je. Veel windowmanagers zijn net als Marshmallow Froot Loops, Metacity is net als Cheerios." (De originele in het Engels: "Boring window manager for the adult in you. Many window managers are like Marshmallow Froot Loops; Metacity is like Cheerios." ).